# Dickinson College
Le Dickinson College est une université d'arts libéraux privée située à Carlisle (Pennsylvanie). Originellement école secondaire en 1773, elle reçoit sa charte le 9 septembre 1783, cinq jours après la signature du traité de Paris, devenant la première université des jeunes États-Unis. Dickinson a été fondée par Benjamin Rush, un signataire de la Déclaration d'indépendance, et nommée en l'honneur d'un signataire de la Constitution et président de la Pennsylvanie, John Dickinson. Le Dickinson College est la seizième plus vieille université d'Amérique.
Avec plus de 180 enseignants à plein temps et une inscription de 2 400 élèves, Dickinson est mondialement connue pour son programme d'études et ses programmes éducatifs internationaux. L'université parraine 12 centres d'étude à l'étranger et son approche de l'enseignement global a été reconnu par l'American Council on Education et la NAFSA: Association of International Educators. The college was among six institutions profiled in depth by NAFSA for "Outstanding Campus Internationalization" in 2003. Le taux d'acceptation en 2011 sera plus bas que jamais, et l'université reçoit presque 6 000 demandes, ce qui la situe dans les meilleures universités d'arts libéraux de tout le pays. En 2007, la dotation de Dickinson passe à 300 millions de dollars, elle a plus que doublé par rapport à dix ans auparavant.
Le Dickinson College ne doit pas être confondu avec la Dickinson School of Law, qui est contiguë au campus mais n'a pas été associée à l'université depuis le XIXe siècle. La faculté de droit a fusionné avec l'université d'État de Pennsylvanie en 1997. L'université est aussi parfois confondue avec l'université Fairleigh-Dickinson, une université privée du New Jersey.

## Histoire
L'école secondaire, qui deviendra l'Université Dickinson, a été fondée en 1773 en tant qu'école de latin pour les jeunes hommes de Pennsylvanie Orientale et hébergée dans un petit bâtiment de briques de deux pièces sur la Liberty Avenue, près de Bedford Street et Pomfret Street. Pendant des années, l'élite de Carlisle, comme James Wilson et John Montgomery (délégué), demande l'expansion de l'école en une université. En 1782, Benjamin Rush, chef révolutionnaire et médecin remarquable de la nouvelle nation, organise à Philadelphie une rencontre avec Montgomery dans la véranda du célèbre homme d'affaires et politicien William Bingham dans le but de discuter de la création d'un collège universitaire dans la ville. C'est lors de cette conversation que naquit l'idée de fonder l'université. Par la suite, le cri de ralliement Bingham's Porch (« Véranda de Bingham ») fut longtemps utilisé à Dickinson.
L'université est affrétée par la législature de Pennsylvanie le 9 septembre 1783, soit trois jours après la signature du traité de Paris, à la fin de la Révolution américaine, devenant ainsi la première université fondée dans la nation nouvellement reconnue. Rush eut l'intention de nommer l'établissement d'après le président de Pennsylvanie John Dickinson et sa femme : le nommant originellement John and Mary's College. Mais le nom John Dickinson seul fut choisi à la place. Au moment de sa fondation à l'ouest de la Susquehanna, elle était l'université la plus occidentale d'Amérique au niveau de sa situation géographique. Rush fit son premier voyage pour Carlisle à l'occasion de la réunion des administrateurs, tenue en avril 1784.
Les administrateurs choisirent Charles Nisbet, ministre écossais et savant, pour devenir le premier président de l'université. Il débuta sa fonction le 4 juillet 1785.
Durant le XVIIIe siècle, furent diplômés deux juges de la Cour suprême américaine, Robert Cooper Grier et Roger Brooke Taney, qui servirent ensemble à la Cour pendant 18 ans.
Durant le XIXe siècle, deux anciens étudiants célèbres de l'université Dickinson célèbres furent des participants importants aux questions qui menèrent à la guerre de Sécession : James Buchanan, quinzième président des États-Unis, et Roger Brooke Taney, président de Justice à la Cour suprême. Ce fut sous la direction de Taney que la Cour suprême publia la décision de l'affaire Scott v. Sandford, qui a tenu à ce que le Congrès ne puisse pas interdire l'esclavage dans les territoires fédéraux.

## Campus
L'université est située dans un campus calme au cœur de la petite ville de Carlisle, en Pennsylvanie. Son campus lourdement boisé, vêtu de calcaire, se trouve à quelques pas seulement de la place principale historique de Carlisle, le chef-lieu du comté de Cumberland, en Pennsylvanie. La Carlisle moderne se situe à l'intersection de la Pennsylvania Turnpike et de l'Interstate 81, elle abrite la deuxième plus vieille base militaire locale, la caserne de Carlisle, aujourd'hui résidence du U.S. Army War College.
L'école secondaire, qui deviendra le Dickinson College, a été d'abord été hébergée dans un petit bâtiment. À la fondation de l'université, le bâtiment est agrandi. En 1799, la famille Penn vend 7 acres (28 000 m2) à l'ouest de Carlisle à l'université naissante, où elle siège désormais. Le 20 juin de cette année, l'ancien bâtiment est mis de côté par John Montgomery, un administrateur de l'université, pour une construction sur le nouveau domaine.
Le bâtiment de douze pièces brûle le 3 février 1803, seulement cinq semaines après l'ouverture de ses portes, et l'université déménage de nouveau dans ses logements précédents.

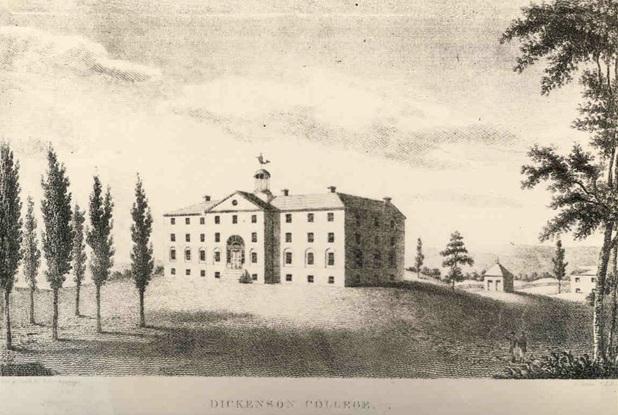
Le bâtiment original du Dickinson College, aujourd'hui West College, a été choisi par Benjamin Latrobe. Cette illustration date d'environ 1810.

Pendant l'incendie, une collecte de fonds nationale est lancée, elle obtient des donations importantes du président Thomas Jefferson, du secrétaire d'État James Madison, et du président de la Cour suprême John Marshall et de bien d'autres. Benjamin Henry Latrobe, déjà célèbre pour son travail à la Banque de Pennsylvanie et au Nassau Hall de l'université de Princeton, est choisi pour concevoir la nouvelle structure. La conception de Latrobe pour la construction, aujourd'hui connue sous le nom de West College ou Old West a représenté simplement des éléments monumentaux et classiques et a soumis le style universitaire. L'architecture devait être originale avec un toit classique inspiré des coupoles surmontées d'un triton, cependant l'artiste local a au lieu de cela créé une sirène, qui devient un symbole de l'université. Latrobe, qui fit don ses services à l'université, a visité la construction pour la première fois en 1813. Le coût total de l'université Ouest a été de 22 000 $ et, bien que les classes aient débuté en 1805, le travail n'a été fini qu'en 1822. Plus de 200 ans après son ouverture, Old West est aujourd'hui le cœur cérémonial de l'université, comme en témoigne l'entrée des étudiants par les portes durant leur convocation et, plus tard, pour recevoir leur diplôme. Old West loge aussi l'administration de l'université, plusieurs salles de classe, un laboratoire informatique et la chapelle.
Pendant le XIXe siècle, Dickinson s'étend à travers ce qui est maintenant devenu son quadrilatère universitaire principal, et qui aujourd'hui le Campus de Dickinson College. l'université s'étend à travers College Street pour y construire la Holland Union Building at la Waidner-Spahr Library, avec plusieurs dortoirs, qui composent le Benjamin Rush Campus. À travers High Street (U.S. Route 11) se trouve le Charles Nisbet Campus où il y a le plus grand regroupement de dortoirs. L'université d'État de Pennsylvanie, faisant partie de Penn State, se situe au sud de Nisbet Campus. Ensemble, ces trois unités couvertes d'herbe composent la grande majorité du campus de l'université, quoique plusieurs bâtiments périphériques entourent ces secteurs principaux. De plus, l'université possède des terrains de jeu et une grande ferme biologique, qui sont très proche du campus principal.
Les bâtiments incluent :
- Althouse Hall[1] - Un hall de sciences ouvert en 1958, le département de chimie d'Althouse, mais qui sera supprimé à la création du New Science Complex. Commencée dans l'année 2009-2010, ce bâtiment hébergera l'International Business and Management Program aussi bien que l'Economics major.
- Bosler Hall[2] - Achevé en 1886, le bâtiment était la première bibliothèque de Dickinson. Aujourd'hui, il loge des classes de langues étrangères.
- East College[3] - Le second bâtiment de Dickinson, qui a une fois hébergé le président de l'université et a servi de dortoir et de salle d'instruction. East College a aussi servi d'hôpital Confédérée pendant la bataille de Carlisle en juillet 1863. Aujourd'hui East College loge le département de religion, d'anglais, et bien d'autres choses.
- Denny Hall[4] - Originellement créé en 1896 mais détruit lors d'un incendie en 1904, la construction actuelle date de 1905 et a été créée en l'honneur de Harmar Denny et de sa famille, plusieurs ancien étudiant de l'université. Denny currently houses the departments of political science, history, anthropology, and archeology, amongst others. Denny se situe loge les départements de science politique, d'histoire, d'anthropologie et d'archéologie, parmi d'autres.
- Holland Union Building (HUB)[5] - Ouvert en 1966, le HUB est l'extension de l'union des étudiants, et abrite la cafétéria, le snack, un café organique, les bureaux d'étudiant et la librairie.
- Kline Athletic Center[6] - Achevé en 1979, le Kline Center Est un établissement polyvalent qui loge beaucoup de sport universitaire. De plus, l'infrastructure dispose d'un centre de remise en forme moderne, un bassin, une piste d'intérieur, un terrain de basket-ball, de squash et des cours de raquetball.
- New Science Complex[7] - En construction. Prévu pour 2008, le nouveau complexe de science, couronné par le Rector Science Building, sera joint au Tome Hall pour créer un campus de science interdisciplinaire complètement unifié. Le nouveau bâtiment accueillera biologie, chimie, neuroscience, géologie, et sciences environnementales. Il est bâti sur le site du James Hall, qui a autrefois hébergé la géologie, la psychologie et les sciences environnementales et a été démolie en 2006.
- Stern Center for Global Education[8] - Achevé en 1885 et originellement Tome Scientific Hall, c'était un des premiers bâtiments de sciences. En 2000, un nouveau bâtiment de sciences a été créé, portant lui aussi le nom de Tome Hall. Le Stern Center a été créé pour héberger les programmes d'enseignements globaux et une partie des études internationales, business&management international et l'étude indochinoise.
- Tome Hall[9]  - Ouvert en 2000, Tome abrite physique, astronomie, mathématiques, et informatique.
- Waidner-Spahr Library[10] - Ouvert sous le nom de Spahr Library en 1967, le bâtiment est une construction moderne. En 1997, il est rouvert en tant que Waidner-Spahr Library, après une extension massive et un projet de rénovation. La bibliothèque abrite plus de 510 000 volumes et 1,600 périodiques, aussi bien que de nombreux espaces pour étudiants et beaucoup de laboratoires informatiques[11].
- Weiss Center[12] - À l'origine Gymnase d'Anciens étudiants, le bâtiment qui a ouvert en 1929 a été radicalement rénové en 1981 et accueille maintenant l'administration et des départements de beaux arts. La construction héberge également la Trout Gallery, galerie d'art de l'Université

## Initiatives de restructuration
Sous la direction du Président William Durden, Dickinson entre dans le XXIe siècle avec une énergie renouvelée. Depuis 2000, le taux d'acceptation de Dickinson baisse de 20 %, le score SAT Reasoning Test monte de 100 points et la dotation institutionnelle a plus que doublé.
En 2000 l'université ouvre un nouvel établissement de sciences, le Tome Hall, un bâtiment interdisciplinaire dernier cri pour héberger astronomie, informatique, maths et physique. C'est la première étape d'un nouveau campus de science toujours en développement.

## Sports
Les "Red Devils" de Dickinson College participent à la NCAA Division III Centennial Conference. Leur maillot est rouge, blanc et noir.
L'université possède vingt-trois équipes sportives universitaires, dont le baseball et le softball, le football masculin et féminin, le football américain, le tennis masculin et féminin, la course à pied masculine et féminine, le basket-ball masculin et féminin, la natation masculine et féminine, le Cross-country masculin et féminin, le volley féminin, le hockey sur gazon féminin et le hockey sur glace. Elle possède aussi une équipe de Pom-pom girl et des douzaines de clubs sportifs.
L'entraîneur actuel de football américain se nomme Darwin Breaux, il est en fonction depuis 1993.
La victoire la plus notable de l'équipe de football américain est probablement celle contre l'État de Penn en 1931 (10-6). L'équipe était alors entraînée par Joseph McCormick (entraîneur de football américain). Aucune rencontre entre les deux équipes ne s'est reproduite depuis.
De 1963 à 1994 Dickinson a accueilli l'entraînement estival l'équipe de football américain des Redskins de Washington de la NFL

## Vie étudiante
L'université propose une vie étudiante riche et diverse avec une variété d'organisations impliquées dans beaucoup de causes et intérêts différents. Ses programmes sont seulement adaptés aux étudiants traditionnels d'âge traditionnel de l'université. Il y a plus de cent organisations représentant les facettes différentes de l'université.

## Organisations étudiantes
Fraternités
- Delta Sigma Phi
- Phi Delta Theta
- Phi Kappa Sigma
- Sigma Lambda Beta
- Sigma Alpha Epsilon
- Theta Chi
- Kappa Sigma

Club féminins
- Delta Nu (club local, autrefois Chi Omega)
- Kappa Alpha Theta
- Kappa Kappa Gamma
- Pi Beta Phi
- Delta Sigma Theta

Sociétés d'Honneur
- Phi Beta Kappa
- Alpha Lambda Delta
- Raven's Claw
- Gamma Sigma Epsilon
- The Order of Scroll and Key

Autres Sociétés de Lettre grecques
- Alpha Phi Omega

## Anciens étudiants
Liste des élèves illustres de l'université Dickinson, classé par date de sortie.
- Robert Cooper Grier, 1788, Cour suprême de justice (1846-1870)
- Samuel Miller (théologien), 1793, professeur presbytérien au Princeton Theological Seminary.
- Roger Brooke Taney, 1795, cinquième juge en chef des États-Unis.
- William Wilkins, 1802, représentant américain, sénateur, secrétaire à la Guerre
- James Buchanan, 1809, quinzième président des États-Unis.
- Harmar Denny, 1813, représentant américain.
- Elijah Barrett Prettyman, second directeur de la Maryland State Normal School (université de Towson).
- Alfred Victor du Pont, 1818, dirigeant de DuPont
- George Washington Bethune, 1822, ministre réformateur et auteur néerlandais.
- Robert McClelland, 1829, représentant américain, gouverneur du Michigan, secrétaire de l'Intérieur
- Spencer Fullerton Baird, 1840, secrétaire de la Smithsonian Institution.
- Theodore George Wormley, 1844, auteur de Microchemistry of Poisons, publié en 1869.
- Horatio Collins King, 1858, créateur de la Medal of Honor, auteur de Alma Mater.
- William Perry Eveland, 1892
- Joseph Clemens, 1894
- Clarence Muse, 1911
- Lanying Lin, 1931
- George Gekas, 1952
- Chuck Hurley, 1967
- Stuart Pankin, 1968
- Barry W. Lynn, 1970
- Charles Strum, 1970
- William Durden, 1971
- David Hirshey, 1971
- Rick Smolan, 1972
- Susan Stewart (poète), 1973
- James C. Greenwood 1973
- Stephen Giannetti, 1973
- Andy MacPhail, 1976
- John E. Jones III, 1977
- Jim Gerlach, 1977
- Lisa Rossbacher, 1978
- Bill Shuster, 1983
- Jennifer Haigh, 1990
- Scott Cohen, 1991
- Jennifer Ringley, 1997
- Robert J. Wise

## Musique
La tradition musicale de l'Université date d'au moins 1858 quand le destinataire et auteur de la Medal of Honor, l'ancien élève Horatio Collins King, écrit Alma Mater, Noble Dickinsonia. En 1937 l'université a publié un livre intitulé Songs of Dickinson, qui contient plus de soixante-dix écrits sur l'histoire de Dickinson. En 1953 la Men's Glee Club enregistre un album de chansons sur l'université.

### Alma Mater/Noble Dickinsonia
Écrit par Horatio Collins King (classe de 1858), Music Lauriger Horatius (Mon beau sapin).
Paroles :
Alma Mater, tried and true, Noble Dickinsonia,/ Oft out hearts shall turn to you, Noble Dickinsonia./ How each ancient classic hall, fondest memories will recall,/ Sacred is each gray old wall, Noble Dickinsonia.
Scion of a hundred years, Noble Dickinsonia,/ Witness of our smiles and tears, Noble Dickinsonia./ Age shall not thine honor dim, Till death comes with visage grim./ We will chant our loving hymn, Noble Dickinsonia.
Men may come and men may go, Noble Dickinsonia,/ Yet in deep and peaceful flow, Noble Dickinsonia./ Shall thy stream of learning wide, Thru the Ages grandly glide,/ Ever to thy sons a pride, Noble Dickinsonia.

### Dickinson for Aye!
Écrit par Horatio Collins King.
Paroles :
Hail the white and crimson roses!/ Loving tho’ts each leaf discloses,/ Mem’ries that each heart encloses,/ Dickinson for aye!/ Shout for all her ancient glory,/ Treasured long in song and story,/ Blessed are her ramparts hoary,/ Dickinson for aye!
Strong and loyal ever,/ Faithless to her never,/ Hand in hand we’ll ever stand,/ And naught our band shall sever,/ Still aloft her banner bearing,/ On our breasts her colors wearing,/ Love and fealty every swearing,/ Dickinson for aye!
Raise we high the banner o’er us,/ Gird our loins for all before us,/ Join we in the loyal chorus,/ Dickinson for aye!/ Soon we’ll hear the din of battle,/ Clash of swords and muskets rattle,/ Summon then we all our mettle,/ Dickinson for aye!
Hold your courage steady./ Firm and ever ready,/ Meet the foe with stalwart blow,/ And faint not but be steady./ Red and white now proudly bearing,/ On our hearts her colors wearing,/ Love and fealty ever swearing,/ Dickinson for aye!

### Dickinson Victory Song
Écrit par J.R. Budding, classe de 1932
Paroles :
Fight, Red and White, For we’re here to win the game,/ Fight, fight, fight, fight, For your Alma Mater’s name,/ Conquer the foe, Let the standard onward go./ Fight, you men of Dickinson for victory.
On, Red and White, Put the ball across the line,/ Fight, fight, fight, fight, There it goes another time,/ Smash through the foe, Lay the opposition low./ Fight you men of Dickinson for victory.

## Classements et aide financière
- En 2006, l'université a été classé l'école la plus physiquement convenable en Amérique par le magazine Men's Fitness (en)
- En 2006, Dickinson décida d'arrêter de rendre public son classement dans « les meilleurs universités d'Amérique » dans l’U.S. News & World Report.